# أنتي بالاكا
ميليشيا أنتي بالاكا هو مصطلح يستخدم للإشارة إلى تحالف من الميليشيات تشكلت في جمهورية أفريقيا الوسطى بعد أن صعد ميشيل جوتوديا إلى السلطة. ويُقال إنها تتكون أساسًا من المسيحيين، ومع ذلك، فقد اعترض بعض قادة الكنيسة على الطابع المسيحي الحصري لمثل هذه الجماعات. وكما أشارت مؤسسة توني بلير للإيمان إلى وجود أتباع من الإحيائية بين جماعات أنتي بالاكا، وهي نقطة أشار اليها الصحفي أندرو كاتز. وتشكل هذا التحالف من الميليشيات تشكلت في جمهورية أفريقيا الوسطى بعد أن صعد ميشيل جوتوديا إلى السلطة في عام 2013. وأفادت منظمة العفو الدولية في عام 2015 أن بعض أعضاء جماعات أنتي بالاكا قامت بتحويل بعض المسلمين قسراً إلى المسيحية. كما وقامت مجموعات من أنتي بالاكا بخطف وحرق ودفن نساء حوامل متهمات بأنهن «مشعوذات» في الاحتفالات العامة.

## المصطلح
أنتي بالاكا أو مكافحة بالاكا تعني «مكافحة المنجل» أو «مكافحة السيف» في لغات سانغو وامانجدا المحلية.